# 全面體演唱會
全面體演唱會是香港歌手王菲的第三次個人巡迴演唱會。

## 錄製與發行
此次巡演的最後一場，即2001年11月2日於日本東京武道館的場次進行了拍攝錄製，於2002年12月20日由寰宇公司發行了VCD/DVD影音產品《全面體演唱會（日本武道館）》。

## 場次信息
| 日期           | 城市 | 國家 | 場館       |
| -------------- | ---- | ---- | ---------- |
| 2001年9月7日   | 廣州 | 中国 | 廣州體育館 |
| 2001年9月8日   | 廣州 | 中国 | 廣州體育館 |
| 2001年9月22日  | 上海 | 中国 | 虹口體育場 |
| 2001年10月30日 | 大阪 | 日本 | 大阪城Hall |
| 2001年11月1日  | 東京 | 日本 | 日本武道館 |
| 2001年11月2日  | 東京 | 日本 | 日本武道館 |

## 演出曲目
1. 我願意
2. 再見螢火蟲
3. 悶
4. 矜持
5. 棋子
6. 流星
7. 半途而廢/只愛陌生人
8. 開到荼蘼
9. 過眼雲煙
10. 天使
11. 冷戰
12. 曖昧
13. 新房客
14. 香奈兒
15. 感情生活
16. 夢中人
17. 推翻
18. 夢醒了
19. 但願人長久
20. 催眠
21. 你喜歡不如我喜歡
22. 天空
23. 給自己的情書
24. 你快樂所以我快樂
25. 約定
26. 紅豆
27. 人間

1. 我願意
2. 再見螢火蟲
3. 悶
4. 矜持
5. 棋子
6. 流星
7. 半途而廢/只愛陌生人
8. 開到荼蘼
9. 過眼雲煙
10. 天使
11. 新房客
12. 香奈兒
13. 感情生活
14. 夢中人
15. 祢
16. 夢醒了
17. 但願人長久
18. 又見炊煙
19. 催眠
20. 你喜歡不如我喜歡
21. 天空
22. 你快樂所以我快樂
23. 執迷不悔
24. 笑忘書
25. 紅豆
26. 人間

1. 我願意
2. 再見螢火蟲
3. 悶
4. 矜持
5. 流星
6. 半途而廢/只愛陌生人
7. 開到荼蘼
8. 過眼雲煙
9. 流浪的紅舞鞋
10. 新房客
11. 香奈兒
12. 感情生活
13. 掙脫
14. 推翻
15. 祢
16. 但願人長久
17. 天空
18. Separate Ways
19. Thank You For Hearing Me
20. 天使
21. Eyes On Me
22. 笑忘書
23. 人間

1. 我願意
2. 再見螢火蟲
3. 悶
4. 矜持
5. 半途而廢/只愛陌生人
6. 開到荼蘼
7. 過眼雲煙
8. 流浪的紅舞鞋
9. 新房客
10. 香奈兒
11. 感情生活
12. 掙脫
13. 推翻
14. 祢
15. 但願人長久
16. 天空
17. Separate Ways
18. 天使
19. Eyes On Me
20. Thank You For Hearing Me
21. 人間

- 粗體字表示巡演變更曲目。